# Fiji Water
Água Fiji, ou Fiji Water, é uma água mineral. Ela tem esse nome, pois é retirada das profundezas da ilha de mesmo nome (mais especificamente de Viti Levu, que é a maior das Ilhas Fiji), localizada na Oceania.
Segundo a empresa que vende a água e que foi fundada em 1996, a água coleta-se de forma natural em um aquífero artesiano, profundamente abaixo da superfície da Terra, protegido de elementos externos ao limitar camadas de rocha. A pressão natural força a água para a superfície, onde é engarrafada na fonte, livre de contato humano.